# کازوسا ایواساکی
کازوسا ایواساکی (ژاپنی: 岩﨑 知瑳؛ زادهٔ ۸ ژانویهٔ ۱۹۹۵) یک بازیکن فوتبال اهل ژاپن است.
از باشگاه‌هایی که در آن بازی کرده‌است می‌توان به باشگاه فوتبال کاگوشیما یونایتد اشاره کرد.